# 伊丽莎白王后冠
伊丽莎白王后冠制造于1937年，是伊丽莎白王后作为乔治六世的夫人登基时所用的王冠。该王冠由白金制作而成，其正面的十字架上镶嵌着著名的印度钻石光之山。现在该王冠被保存在伦敦塔内。

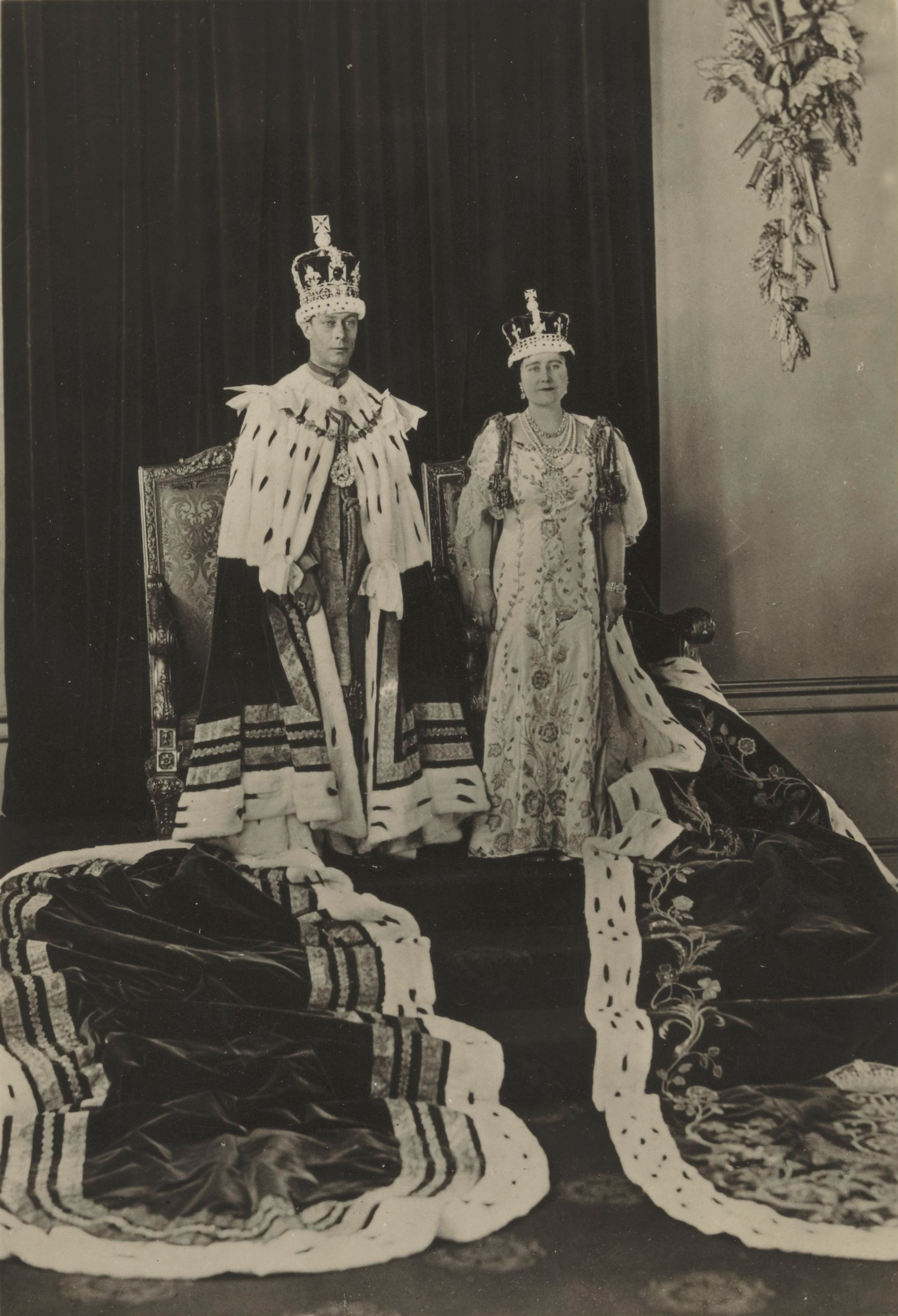
戴着伊丽莎白王后冠的伊丽莎白王后(左)